# Tocantins (řeka)
Tocantins (portugalsky Rio Tocantins) je významná řeka v Jižní Americe na východě Brazílie ve státech Goiás, Tocantins, Maranhão a Pará. Dala své jméno jednomu z nejmladších brazilských států, založenému v roce 1988 z toho, co bylo do té doby severní částí státu Goiás. Je 2850 km dlouhá. Povodí má rozlohu přibližně 770 000 km².

## Průběh toku
Vzniká soutokem řek Maranhão a Almas, které pramení v hornaté oblasti známé jako Pireneus, západně od federálního distriktu, v centrální části Brazilské vysočiny a protéká skrze ni z jihu na sever, přičemž vytváří peřeje a vodopády. Mezi Paranatingou a soutokem s Araguaiou je řeka částečně zablokována skalnatými bariérami, které ji kříží skoro v pravém úhlu. Po proudu od soutoku s Araguaiou, ve státě Pará, má řeka spoustu kataraktů a slapů. Ploché a široké údolí řeky složené z písku a jílu je obklopeno příkrými srázy. Ty jsou hranicí velké vápencové plošiny vysoké 1000 až 2000 m skrze niž si řeka vytvořila hluboké koryto. V blízkosti ústí velká plošina mizí a dává prostor zalesněné, polozaplavené nánosové planině, která se rozšiřuje dále na severovýchod a západ. Ústí širokým estuárem zprava do řeky Pará, jež je pravým ramenem delty Amazonky. Není tedy skutečnou větví Amazonky, ačkoliv je za ni obvykle považována, protože její vody tečou do Atlantského oceánu spolu s těmi z Amazonky.

### Přítoky
Největším přítokem je zleva Araguaia. Další dva přítoky pojmenované Maranhão a Paranatinga sbírají obrovské množství vody z vysočin, které je obklopují, především na východě a jihovýchodě.

## Vodní režim
Průměrný průtok vody v ústí činí 16 800 m³/s. K nejvyššímu vzestupu hladiny, který dosahuje 7 až 9 m, dochází v období od října do března až dubna. Řeka zaznamenává hlavní míru průtoku 13 598 m³/s (9 % celkového průtoku v Brazílii) a zvláštní míru průtoku 14,4l/s/km². Mezičásti mají následující zvláštní míru průtoku: Tocantins (11 l/s/km²), Araguaia (16 l/s/km²), Pará (17 l/s/km²) a Guamá (21 l/s/km²).

## Využití
Vodní doprava je možná v délce 350 km od ústí. Dolní tok byl počátkem 80. let 20. století zaplaven umělým jezerem vytvořeným přehradou Tucuruí, která je jednou z největších na světě. Až bude dokončena druhá část projektu Tucuruí, bude vytvořen systém zdymadel, které rozšíří splavnost řeky. Stavební práce na zdymadlech byly po mnoho let zastaveny kvůli nedostatku prostředků, ale je možné, že budou zahrnuty v masivním rozvojovém programu vytvořeném brazilskou vládou v roce 2007. V tom případě by byly vybudovány během asi čtyř let.